# El Papayo
El Papayo es una población mexicana perteneciente al municipio de Coyuca de Benítez en el estado de Guerrero. Se ubica sobre la Carretera Federal 200 que comunica en el estado al puerto de Acapulco con Zihuatanejo.
El Papayo tiene una avenida principal pavimentada que por las noches sirve de plaza y que termina en la iglesia del pueblo.

## Demografía

### Población
De acuerdo con el Censo de Población y Vivienda de 2010 que efectuó el Instituto Nacional de Estadística y Geografía, la población de El Papayo tiene un total de 2247 habitantes, de los cuales, 1136 son hombres y 1111 son mujeres.

## Educación
- Jardín de niños Vicente Guerrero
- Escuela Primaria Federal Benito Juárez
- Escuela Primaria Federal 18 de Marzo
- Escuela Secundaria Técnica N.º 69
- Colegio de Bachiller por Cooperación El Papayo